# ایشتوان آوار
ایشتوان آوار(مجاری: Avar István؛ ۲۸ مهٔ ۱۹۰۵ – ۱۳ اکتبر ۱۹۷۷) بازیکن فوتبال اهل مجارستان بود.
از باشگاه‌هایی که در آن بازی کرده‌است می‌توان به باشگاه فوتبال راپید بخارست اشاره کرد.
وی همچنین در تیم ملی فوتبال مجارستان و رومانی بازی کرده‌است.